# Magali Kempen

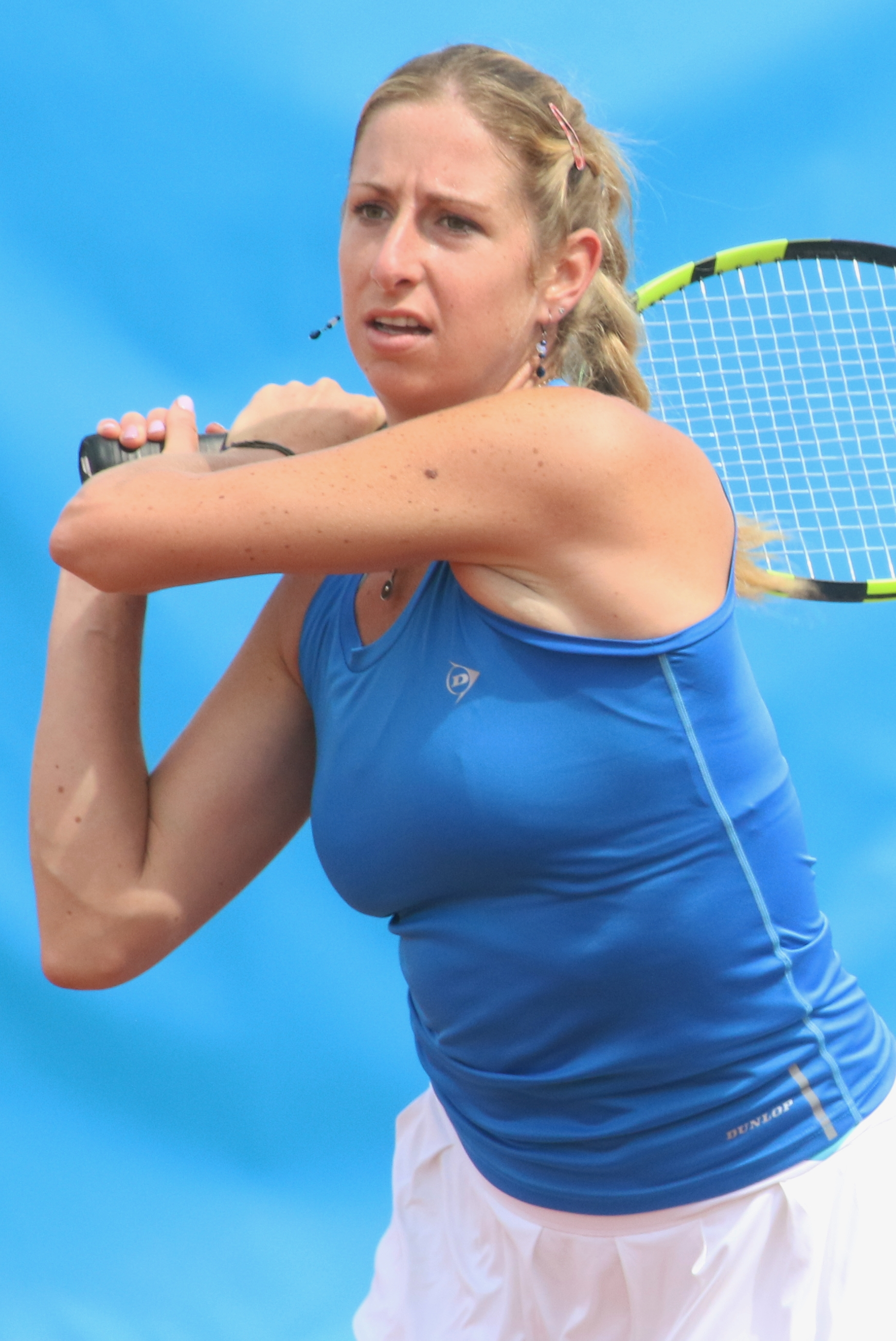
Biarritz 2021

Magali Kempen (30 november 1997) is een tennisspeelster uit België. Kempen begon met tennis toen zij vijf jaar oud was. Haar favoriete ondergrond is hardcourt. Zij speelt rechtshandig en heeft een tweehandige backhand. Zij is actief in het internationale tennis sinds 2012. Zij won enkele malen de Vlaamse en Belgische kampioenschappen.

## Loopbaan

### Enkelspel
Kempen debuteerde in 2013 op het ITF-toernooi van Knokke (België). Zij stond in 2015 voor het eerst in een finale, op het ITF-toernooi van El Kantaoui (Tunesië) – hier veroverde zij haar eerste titel, door Française Joséphine Boualem te verslaan. Tot op heden(augustus 2025) won zij elf ITF-titels, de meest recente in 2024 in Edgbaston (Engeland).
In 2022 kwalificeerde Kempen zich voor het eerst voor een WTA-hoofdtoernooi, op het toernooi van Angers – zij bereikte er de tweede ronde. In 2023 probeerde zij bij alle vier grandslamtoernooien om zich te kwalificeren, maar zij strandde steeds in de eerste kwalificatieronde.
Haar hoogste notering op de WTA-ranglijst is de 191e plaats, die zij bereikte april 2023.

### Dubbelspel
Kempen was in het dubbelspel minder actief dan in het enkelspel, maar behaalde niettemin betere resultaten. Zij debuteerde in 2012 op het ITF-toernooi van Middelkerke (België), samen met landgenote Steffi Distelmans – zij bereikte er meteen finale, die zij verloren van het duo Amy Bowtell en Samantha Murray. In 2013 veroverde Kempen haar eerste titel, op het ITF-toernooi van Koksijde (België), samen met landgenote Nicky Van Dyck, door het Belgische duo Marie Benoît en Kimberley Zimmermann te verslaan. Tot op heden(augustus 2025) won zij 27 ITF-titels, de meest recente in 2025 in Koksijde (België).
In 2022 speelde Kempen voor het eerst op een WTA-hoofdtoernooi, op het toernooi van Angers, samen met Française Elixane Lechemia. Zij stond in 2024 voor het eerst in een WTA-finale, op het toernooi van Mérida, samen met landgenote Lara Salden – zij verloren van het koppel Quinn Gleason en Ingrid Gamarra Martins. Door dit resultaat kwam zij binnen op de top 150 van de wereldranglijst.
In februari 2025 veroverde Kempen haar eerste WTA-titel, op het toernooi van Cluj-Napoca samen met de Tsjechische Anna Sisková, door het koppel Jaqueline Cristian en Angelica Moratelli te verslaan. In april volgde de tweede, op het WTA 125-toernooi van La Bisbal d'Empordà, weer geflankeerd door Sisková. Door dit resultaat maakte zij haar entrée tot de mondiale top 100. Zij had haar grandslamdebuut op Wimbledon, nu met de Roemeense Jaqueline Cristian aan haar zijde.
Haar hoogste notering op de WTA-ranglijst is de 76e plaats, die zij bereikte in augustus 2025.

### Tennis in teamverband
In 2025 maakte Kempen deel uit van het Belgische Fed Cup-team – zij vergaarde daar een winst/verlies-balans van 1–1.

## Posities op deWTA-ranglijst
Positie per einde seizoen:
| jaar | rang enkelspel | rang dubbelspel |
| ---- | -------------- | --------------- |
| 2012 | –              | 748             |
| 2013 | –              | 522             |
| 2014 | 1065           | 473             |
| 2015 | 634            | 676             |
| 2016 | 784            | 792             |
| 2017 | 460            | 479             |
| 2018 | 922            | –               |
| 2019 | 404            | 532             |
| 2020 | 421            | 513             |
| 2021 | 458            | 369             |
| 2022 | 239            | 283             |
| 2023 | 294            | 267             |
| 2024 | 415            | 140             |

## Palmares
| Legenda                 |
| ----------------------- |
| Grandslamtoernooi       |
| Olympische Spelen       |
| Year-End Championships  |
| Premier Mandatory       |
| Premier Five / WTA 1000 |
| Premier / WTA 500       |
| International / WTA 250 |
| Challenger / WTA 125    |

### WTA-finaleplaatsen enkelspel
geen

### WTA-finaleplaatsen vrouwendubbelspel
| nr.              | finale     | toernooi                | ondergrond    | partner      | tegenstandsters                       | score    |         |
| ---------------- | ---------- | ----------------------- | ------------- | ------------ | ------------------------------------- | -------- | ------- |
| gewonnen finales |            |                         |               |              |                                       |          |         |
| 1.               | 2025-02-09 | WTA Cluj-Napoca         | hardcourt (i) | Anna Sisková | Jaqueline Cristian Angelica Moratelli | 6-3, 6-1 | details |
| 2.               | 2025-04-05 | WTA La Bisbal d'Empordà | gravel        | Anna Sisková | Darja Semeņistaja Nina Stojanović     | 7-6, 6-1 | details |
| verloren finales |            |                         |               |              |                                       |          |         |
| 1.               | 2024-11-03 | WTA Mérida              | hardcourt     | Lara Salden  | Quinn Gleason Ingrid Gamarra Martins  | 4-6, 4-6 | details |

## Resultaten grandslamtoernooien
| Legenda | Legenda                          |
| ------- | -------------------------------- |
| g.t.    | geen toernooi gehouden           |
| l.c.    | lagere categorie                 |
| –       | niet deelgenomen                 |
| G       | uitgeschakeld in de groepsfase   |
| 1R      | uitgeschakeld in de eerste ronde |
| 2R      | uitgeschakeld in de tweede ronde |
| 3R      | uitgeschakeld in de derde ronde  |
| 4R      | uitgeschakeld in de vierde ronde |
| KF      | uitgeschakeld in de kwartfinale  |
| HF      | uitgeschakeld in de halve finale |
| F       | de finale verloren               |
| W       | het toernooi gewonnen            |
| w-v     | winst/verlies-balans             |

### Enkelspel
geen deelname

### Vrouwendubbelspel
| toernooi        | 2025 |
| --------------- | ---- |
| Australian Open | –    |
| Roland Garros   | –    |
| Wimbledon       | 1R   |
| US Open         |      |